# Véronique Caprasse
Véronique Caprasse (nascida em 20 de novembro de 1950 em Lüdenscheid, Alemanha) é uma política belga e membro do DéFI, um partido de interesses de língua francesa na região de Bruxelas. Ela foi prefeita de Kraainem de 2013 a 2015 e ex-membro do Parlamento Federal da Bélgica. Caprasse foi membro da Câmara dos Representantes de 2014 a 2019.